# Graham Harvey
Graham Alan Peter Harvey (* 25. August 1959) ist ein englischer Religionswissenschaftler und Ethnologe. Seine Forschungsinteressen liegen in den wissenschaftlichen Untersuchungen des Neopaganismus, indigenen Religionen, Schamanismus und Animismus. Ein weiteres Interesse besteht am Judaismus. Harvey ist als Hochschullehrer emeritiert.

## Biografie
Bevor Harvey mit seinem Studium begann, war er als Kibbuz- und Archäologie-Volontär in Israel tätig. Dann erwarb Harvey zunächst im Jahre 1982 seinen Bachelor of Arts in Theologie am London Bible College. Später dann, im Jahre 1991, wurde ihm ein Ph.D. an der University of Newcastle upon Tyne für seine Dissertation über Gruppenidentität in der antiken jüdischen Literatur; „The True Israel: uses of the names Jew, Hebrew and Israel in ancient Jewish Literature“ verliehen. Sein Doktorvater war John Frederick Adam Sawyer. Von 1991 bis 1995 lehrte er Religionswissenschaft in Newcastle. Von 1996 bis 2003 arbeitete er als Lektor und Hauptdozent für Religionswissenschaft am King Alfred’s College in Winchester. Seit 2003 arbeitet und forscht er an der Open University, wo er als Hochschullehrer tätig war und von 2013 bis 2017 die Abteilung für Religionswissenschaft leitete.
Nachdem Harvey zu einer Präsentation und Vortrag über zeitgenössische Druiden eingeladen worden war, begann er mit Feldforschung über den Neopaganismus, deren Ergebnisse er in mehreren Publikationen veröffentlichte, so „Listening People“, „Speaking Earth: Contemporary Paganism“ (1997) und „Researching Paganisms“ (2004).
Harvey hat ausführlich über indigene Religionen und Animismus geschrieben und die Monographie „Animism: Respecting the Living World“ (2005) und den Sammelband „The Handbook of Contemporary Animism“ (2013) verfasst. In der Monographie „Food, Sex & Strangers: Understanding Religion as Everyday Life“ (2013) versucht er, Religion durch das Verhalten und die alltäglichen Praktiken der Menschen und nicht durch den Glauben zu definieren.
Harvey selbst praktiziert seine Spiritualität als ein modernes Heidentum in einem „Druidenorden“ und ist dem Animismus verbunden. Ferner ist seine Aktivität als Umweltaktivist zu erwähnen. Er ist Mitglied in den Verbänden „British Association for the Study of Religions (BASR)“, „European Association for the Study of Religion (EASR)“, „Society for the Study of Native American Religious Traditions (SSNART)“, „Oxford Centre for Animal Ethics“, „Native American and Indigenous Studies Association (NAISA)“ und dem „American Academy of Religion (AAR)“.
Harvey ist verheiratet und nimmt mit seiner Frau auch an jüdischen Feiern teil.

## Publikationen (Auswahl)
- The True Israel: Uses of the Names Jew, Hebrew and Israel in Ancient Jewish and Early Christian Literature. Brill, Leiden 1996
- Listening People, Speaking Earth: Contemporary Paganism. Hurst, London 1997
- Animism: Respecting the Living World. Hurst, London 2005
- What do Pagans Believe? Granta, Kensington 2007
- Food, Sex and Strangers: Understanding Religion as Everyday Life. Routledge, Milton Park 2013

- - Als Herausgeber

- Paganism Today: Witches, Druids, the Goddess and Ancient Earth Traditions for the Twenty-First Century. Zusammen mit Charlotte Hardman, Thorsons, 1996
- Indigenous Religions: A Companion. Cassell, 2000, auf library.diplomatic.ac
- Law and Religion in Contemporary Society: Communities, Individualism and the State. Zusammen mit Peter W. Edge, Ashgate, 2000
- Indigenous religious musics. Zusammen mit Karen Ralls-MacLeod, Ashgate, Farnham 2000
- Shamanism: A Reader. Routledge, Milton Park 2003
- Historical Dictionary of Shamanism. Zusammen mit Robert Wallis, Scarecrow, Lanham, MD 2004
- Researching Paganisms. Zusammen mit Jenny Blain und Douglas Ezzy, AltaMira, 2004
- The Paganism Reader. Zusammen mit Chas S. Clifton, Routledge, Milton Park 2004
- Ritual and Religious Belief: a reader. Equinox, London 2005
- Indigenous diasporas and dislocations. Zusammen mit Charles D. Thompson Jr, Ashgate, Farnham 2005
- Religions in Focus: New Approaches to Tradition and Contemporary Practices. Equinox, London 2009
- Handbook of Contemporary Animism. Acumen, 2013
- Edward Burnett Tylor, Religion and Culture. Zusammen mit Paul-François Tremlett und Liam T. Sutherland, Bloomsbury, London 2017
- Sensual Religion: Religion and the Five Senses. Zusammen mit Jessica Hughes, Equinox, London 2018
- Indigenizing Movements in Europe. Equinox, London 2020
- Reassembling Democracy: Ritual and Cultural Resource. Zusammen mit Michael Houseman, Sarah M. Pike und Jone Salomonsen, Bloomsbury, London 2020